# Hoxie (Arkansas)
Hoxie es una ciudad en el condado de Lawrence, Arkansas, Estados Unidos. Para el censo de 2000 la población era de 2.817 habitantes.

## Geografía
Hoxie se localiza a 36°2′55″N 90°58′38″O / 36.04861, -90.97722. De acuerdo a la Oficina del Censo de los Estados Unidos, la ciudad tiene un área total de 10,3 km², de los cuales el 100% es tierra.

## Demografía
Para el censo de 2000, había 2.817 personas, 1.108 hogares y 797 familias en la ciudad. La densidad de población era 273,5 hab/km². Había 1.241 viviendas para una densidad promedio de 120,4 por kilómetro cuadrado. De la población 98,15% eran blancos, 0,46% afroamericanos, 0,39% amerindios, 0,07% isleños del Pacífico, 0,28% de otras razas y 0,64% de dos o más razas. 1,49% de la población eran hispanos o latinos de cualquier raza.
Se contaron 1.108 hogares, de los cuales 36,0% tenían niños menores de 18 años, 53,6% eran parejas casadas viviendo juntos, 14,9% tenían una mujer como cabeza del hogar sin marido presente y 28,0% eran hogares no familiares. 24,7% de los hogares eran un solo miembro y 12,2% tenían alguien mayor de 65 años viviendo solo. La cantidad de miembros promedio por hogar era de 2,54 y el tamaño promedio de familia era de 3,03.
En la ciudad la población está distribuida en 27,9% menores de 18 años, 9,4% entre 18 y 24, 28,1% entre 25 y 44, 21,8% entre 45 y 64 y 12,9% tenían 65 o más años. La edad media fue 34 años. Por cada 100 mujeres había 91,9 varones. Por cada 100 mujeres mayores de 18 años había 86,8 varones.
El ingreso medio para un hogar en la ciudad fue de $24.726 y el ingreso medio para una familia $30.085. Los hombres tuvieron un ingreso promedio de $26.583 contra $18.418 de las mujeres. El ingreso per cápita de la ciudad fue de $12.190. Cerca de 20,7% de las familias y 24,2% de la población estaban por debajo de la línea de pobreza, 31,3% de los cuales eran menores de 18 años y 28,0% mayores de 65.

## Historia
Los primeros habitantes del condado de Lawrence eran nativos americanos. Durante la era del Misisipio (900-1541 d. C.), Osage , Quapaw y Caddo eran las tres tribus principales que habitaban lo que se convirtió en el estado de Arkansas. Los Osage se asentaron en el sur de Misuri y el norte de Arkansas.